# Lijst van gouverneurs van Södermanlands län
Dit is een lijst van gouverneurs van de provincie Södermanlands län in Zweden, in de periode 1634 tot heden. Södermanlands län is een län, een provincie in het oosten van Zweden. Het Zweeds voor gouverneur is landshövding.
- Stellan Otto Mörner 1634
- Peder Erlandsson Bååt 1634–1637
- Knut Göransson Posse 1637–1640
- Hans Rotkirch 1640–1648
- Gustaf Bonde 1648–1653
- Göran Bengtsson Sparre af Rossvik 1653–1657
- Erik Carlsson Sparre 1657–1678
- Gabriel Falkenberg af Trustorp 1678–1693
- Hans Clerck 1693–1710
- Peder Franc 1710–1714
- Peter Schetter 1714–1716
- Gerdmund Cederhielm 1716–1723
- Nils Gyllenstierna 1723–1727
- Mikael Törnflykt 1727–1732
- Jonas Fredrik Örnfelt 1732–1733
- Olof Gyllenborg 1733–1737
- Carl Gustaf Sparre 1737–1739
- Nils Bonde af Björnö 1739–1750
- Carl Mårten Fleetwood 1750–1751
- Claes Gustaf Rålamb 1751–1761
- Nils Adam Bielke 1761–1769
- Jeremias Wallén 1769
- Per Abraham Löth Örnsköld 1769–1791
- Carl Lagerbring 1792–1794
- Salomon J Gyllenadler 1794–1804
  - Fabian Ulfsparre af Broxvik, waarnemend 1804–1806
- Fabian Ulfsparre af Broxvik 1806–1815
- Per Erik Sköldebrand 1815–1824
- Gustaf Abraham Peijron 1824–1832
- Gustaf Erik Frölich 1833–1858
- Gustaf Lagerbielke 1858–1888
- Otto H Roland Prinssköld 1889–1894
- Filip August Boström 1894–1906
- Carl L A E Reutersköld 1906–1927
- Gustaf Robert Sederholm 1927–1935
- Bo Gustaf H Hammarskjöld 1935–1958
  - Anders Victor Benedict Wijkman, waarnemend 1940–1944
- Erik Gustaf Andersson 1958
- Ossian Alfons Sehlstedt 1958–1970
- Mats Herman Lemne 1970–1980
- Bengt Theodor Gustavsson 1980–1990
- Stig Ivar Nordberg 1990–1996
- Bo Holmberg 1996–2005
- Bo Könberg 2006–2012
- Liselott Hagberg 2012–2019
- Beatrice Ask sinds 2020

Blekinge län · Dalarnas län · Gävleborgs län · Gotlands län · Hallands län · Jämtlands län · Jönköpings län · Kalmar län · Kronobergs län · Norrbottens län · Örebro län · Östergötlands län · Skåne län · Södermanlands län · Stockholms län · Uppsala län · Värmlands län · Västerbottens län · Västernorrlands län · Västmanlands län · Västra Götalands län